# Мері Джон Баттен
Мері Джон Баттен (уроджена Фодчук; 30 серпня 1921 — 9 жовтня 2015) — канадська юристка, суддя та політична діячка у Саскачевані українського походження. З 1956 по 1964 рік в Законодавчих зборах Саскачевану вона представляла Гумбольдт як представниця ліберальної партії. Вона була першою жінкою українського походження, обраною до парламенту канадської провінції Сасквачеван.
Мері народилася у 1921 році як Мері Джон Фодчук в Сіфтоні, Манітоба у сім'ї українських мігрантів. Середню освіту вона здобула в Колдері, Саскачеван, а вищу — в Університеті Саскачевану. Вона писала статті з Джоном Діфенбейкером і в 1945 році була запрошена до Саскачеванського бюро ліберальної партії, а пізніше переїхала до Гумбольдта. Вона вийшла заміж за М. Чарльза Р. Баттена, також адвоката. Після відходу з політики в 1964 році вона була призначена до окружного суду Саскачевану. У 1983 році її призначили головною суддею Суду королівської лави. Так вона стала першою жінкою-головною суддею Саскачевану.
Мері Баттен пішов на пенсію у 1990 році. Померла Мері у віці 94 років у жовтні 2015 року.